# بروس باركلي
بروس باركلي (بالإنجليزية: Bruce Barclay)‏ هو سياسي نيوزلندي، ولد في 21 أكتوبر 1922 في نيوزيلندا، وتوفي في 28 يونيو 1979. حزبياً، نشط في حزب العمال النيوزيلندي. وقد انتخب عضو مجلس النواب النيوزيلندي.